# Affection aux bétalactamides
Cet article décrit les critères administratifs pour qu'une affection provoquée par les pénicillines soit reconnue comme maladie professionnelle.
Ce sujet relève du domaine de la législation sur la protection sociale et a un caractère davantage juridique que médical. Pour la description clinique de la maladie se reporter à l'article suivant :

## Législation enFrance

### Régime général
| Fiche Maladie professionnelle | Fiche Maladie professionnelle | Fiche Maladie professionnelle |
| Ce tableau définit les critères à prendre en compte pour qu'une affection provoquée par les pénicillines soit prise en charge au titre de la maladie professionnelle | Ce tableau définit les critères à prendre en compte pour qu'une affection provoquée par les pénicillines soit prise en charge au titre de la maladie professionnelle | Ce tableau définit les critères à prendre en compte pour qu'une affection provoquée par les pénicillines soit prise en charge au titre de la maladie professionnelle |
| Régime Général. Date de création : 1er octobre 1960 | Régime Général. Date de création : 1er octobre 1960 | Régime Général. Date de création : 1er octobre 1960 |
| Tableau no 41 RG | Tableau no 41 RG | Tableau no 41 RG |
| Maladies engendrées par les bétalactamines (notamment pénicillines et leurs sels) et les céphalosporines                                                             | Maladies engendrées par les bétalactamines (notamment pénicillines et leurs sels) et les céphalosporines                                                             | Maladies engendrées par les bétalactamines (notamment pénicillines et leurs sels) et les céphalosporines                                                             |
| --- | --- | --- |
| Désignation des Maladies | Délai de prise en charge | Liste indicative des principaux travaux susceptibles de provoquer ces maladies                                                                                       |
| Lésions eczéma (syndrome)tiformes récidivant en cas de nouvelle exposition au risque ou confirmées par test épicutané.                                               | 15 jours | Travaux comportant la préparation ou l'emploi des bétalactamines(notamment pénicillines et leurs sels) ou des céphalosporines, notamment :                           |
| Rhinite récidivant en cas de nouvelle exposition au risque ou confirmée par test.                                                                                    | 7 jours | Travaux de conditionnement. Application des traitements. |
| Asthme objectivé par explorations fonctionnelles respiratoires récidivant en cas de nouvelle exposition au risque ou confirmé par test.                              | 7 jours | |
| Date de mise à jour : 11 février 2003 | | |

## Sources spécifiques
- (fr) Tableau N° 41 des maladies professionnelles du régime Général

## Sources générales
- (fr) Tableaux du régime Général sur le site de l’AIMT
- (fr) Tous les tableaux du régime Général
- (fr) Tous les tableaux du régime Agricole
- (fr) Guide des maladies professionnelles sur le site de l’INRS

## Autres liens
- (fr) Maladies à caractère professionnel

## Internationalisation
- (fr) Liste Européenne des maladies professionnelles
- (fr) Liste des maladies professionnelles au Sénégal
- (fr) Liste des maladies professionnelles en Tunisie